# Audi TT
De Audi TT is een sportieve vierzitter van het Duitse automerk Audi. De TT was in jaren 1998–2023 geassembleerd in Győr in Hongarije.
De Audi TT is vernoemd naar de NSU TT, een kleine auto uit de jaren 60 geproduceerd door NSU op basis van de NSU Prinz 1000. De NSU TT was op zijn beurt weer vernoemd naar de beroemde motorfietsenrace Tourist Trophy.

## Eerste generatie (8N)
De Audi TT was in 1995 de eerste onthulde conceptauto op de IAA in Frankfurt. Als eerste verscheen er een coupéversie van de TT die verkrijgbaar was van 1998 tot 2006. Het motorgamma van de eerste versie startte bij een 1,8-liter turbomotor met vijfkleppentechniek die 180 pk levert met voorwielaandrijving en eindigde bij een 3,2-liter VR6-motor (door Audi zelf V6 genoemd) met 250 pk die standaard Audi's quattro vierwielaandrijvingssysteem had. Andere versies zijn de 1.8 Turbo met 150 pk en keuze tussen voorwielaandrijving of quattro, en de 1.8 Turbo 225 pk met standaard quattro-aandrijving. De duurste versies hebben uitsluitend vierwielaandrijving (dit zijn de 1.8 Turbo van 225 pk en de 3.2 V6).

### Roadster

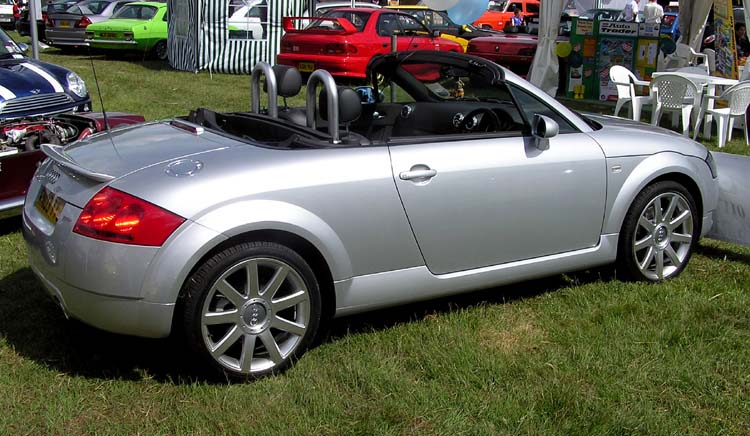
Audi TT Roadster

De Roadster was sinds 1999 verkrijgbaar. De motoren zijn identiek aan die van de Coupé.
De betekenis van het woordje Roadster is hier echter niet correct. De Audi TT Roadster is namelijk niet als open auto gebouwd, maar als coupé. Bovendien is een roadster altijd een achterwiel aangedreven auto. Zodoende is hij officieel gezien wel een cabrio maar geen Roadster. De TT Roadster is voorzien van een handbediend of elektrisch stoffen kap waardoor de constructie licht blijft.

### TT quattro sport
In 2005 kwam Audi met een speciale versie op de proppen, de Audi TT quattro sport. Dit deden ze ter ere van de 25e verjaardag van het quattro-systeem. Voor de Audi TT quattro sport koos men voor de 1,8-liter turbomotor. Voor deze versie levert hij 240 pk een maximaal koppel van 320 Nm. De quattro sport kan er in 5,9 seconden mee van 0 naar 100 en heeft een topsnelheid die volgens de fabrikant tegen de 250 km/h ligt. De versnellingsbak is een handgeschakelde zesbak.
Ten opzichte van de normale 1,8-liter turboversie met 225 pk is de TT quattro sport 75 kg lichter, onder andere door het verwijderen van de kleine achterbank. Het totale gewicht komt daarmee op 1390 kg, dit betekent dat de TT 5,8 kg per pk heeft. De quattro sport heeft ook wat techniek geleend van de TT met de 3.2 V6. Het achterste deel van de bodem komt van de V6-versie. Hierdoor kan de accu van voren naar achteren worden verplaatst wat de gewichtsverdeling ten goede komt.
Standaard is de quattro sport voorzien van het S-line pakket. Dat houdt in dat de auto onder meer sportievere bumpers en spatborden heeft. Aan de achterzijde zit een diffusor en twee opvallende uitlaatpijpen, en de auto is 20 mm lager gelegd. De snelle TT heeft unieke 18"-velgen met 15 spaken en rode remklauwen. Het dak, de achteruitkijkspiegels en de luchtinlaten zijn steeds zwart gelakt. Voor de koetswerklak valt er te kiezen uit vijf kleuren. In het interieur is er een combinatie van alcantara en leder voor de bekleding, en de stoelen zijn vervangen door Recaro-kuipzetels. Op het handschoenkastje is een speciale badge te vinden, die duidelijk maakt dat het niet om een gewone TT gaat.

### Gegevens
Gegevens van de basismodellen:
| Coupé         | Coupé     | Coupé    | Coupé  | Coupé          | Coupé          | Coupé       | Coupé          | Coupé       |
| Type          | Motor     | Vermogen | Koppel | Aandrijving    | Gewicht        | 0–100 km/u  | Topsnelheid    | Jaartal     |
| ------------- | --------- | -------- | ------ | -------------- | -------------- | ----------- | -------------- | ----------- |
| 1.8 T         | 4-in-lijn | 150 pk   | 210 Nm | voor           | 1280 kg        | 8,6 s       | 220 km/u       | 2003 - 2005 |
| 1.8 T         | 4-in-lijn | 163 pk   | 225 Nm | voor           | 1280 kg        | 8,0 s       | 224 km/u       | 2005 - 2006 |
| 1.8 T         | 4-in-lijn | 180 pk   | 235 Nm | voor / quattro | 1280 / 1320 kg | 7,9 / 7,4 s | 228 / 226 km/u | 1998 - 2005 |
| 1.8 T         | 4-in-lijn | 190 pk   | 240 Nm | voor / quattro | 1280 / 1410 kg | 7,4 / 7,5 s | 234 / 232 km/u | 2005 - 2006 |
| 1.8 T         | 4-in-lijn | 225 pk   | 280 Nm | quattro        | 1465 kg        | 6,6 s       | 243 km/u       | 1998 - 2005 |
| 3.2           | VR6       | 250 pk   | 320 Nm | quattro        | 1490 kg        | 6,3 s       | 250 km/u       | 2003 - 2006 |
| 1.8 T (sport) | 4-in-lijn | 240 pk   | 320 Nm | quattro        | 1390 kg        | 5,9 s       | 250 km/u       | 2005 - 2006 |

Roadster
| Roadster | Roadster  | Roadster | Roadster | Roadster       | Roadster       | Roadster    | Roadster       | Roadster    |
| Type     | Motor     | Vermogen | Koppel   | Aandrijving    | Gewicht        | 0–100 km/u  | Topsnelheid    | Jaartal     |
| -------- | --------- | -------- | -------- | -------------- | -------------- | ----------- | -------------- | ----------- |
| 1.8 T    | 4-in-lijn | 150 pk   | 210 Nm   | voor           | 1335 kg        | 8,9 s       | 214 km/u       | 2003 - 2005 |
| 1.8 T    | 4-in-lijn | 163 pk   | 225 Nm   | voor           | 1335 kg        | 8,2 s       | 218 km/u       | 2005 - 2006 |
| 1.8 T    | 4-in-lijn | 180 pk   | 235 Nm   | voor / quattro | 1340 / 1465 kg | 8,1 / 8,2 s | 222 / 220 km/u | 1998 - 2005 |
| 1.8 T    | 4-in-lijn | 190 pk   | 240 Nm   | voor / quattro | 1340 / 1465 kg | 7,6 / 7,7 s | 228 / 226 km/u | 2005 - 2006 |
| 1.8 T    | 4-in-lijn | 225 pk   | 280 Nm   | quattro        | 1515 kg        | 6,9 s       | 237 km/u       | 1998 - 2005 |
| 3.2      | VR6       | 250 pk   | 320 Nm   | quattro        | 1560 kg        | 6,5 s       | 250 km/u       | 2003 - 2006 |

## Tweede generatie (8J)
In het voorjaar van 2006 (6 april) werd de nieuwe TT Coupé voorgesteld in Berlijn. Een jaar later in het voorjaar van 2007 kwam ook de nieuwe TT Roadster op de markt. Hij is wat groter dan zijn voorganger. Bij de lancering is de nieuwe TT beschikbaar met twee motoren. Audi combineert voor de nieuwe TT voor de eerste keer aluminium en staal voor de ASF (Audi Space Frame) technologie: 69 procent van de carrosserie is van aluminium. De stalen onderdelen zitten voornamelijk achteraan in de auto voor een optimale gewichtsverdeling (als tegengewicht voor de ver naar voren geplaatste motor). Voor een verbeterde neerwaartse druk op de achterwielen komt bij 120 km/h een spoiler uit de achterklep. De multi-link achterwielophanging is nieuw en die zorgt samen met andere vernieuwingen aan het onderstel (zoals de grotere spoorbreedte en grotere wielen) voor een verbeterde wegligging. Later zal Audi een magnetic ride (adaptief schokdempersysteem) beschikbaar stellen.

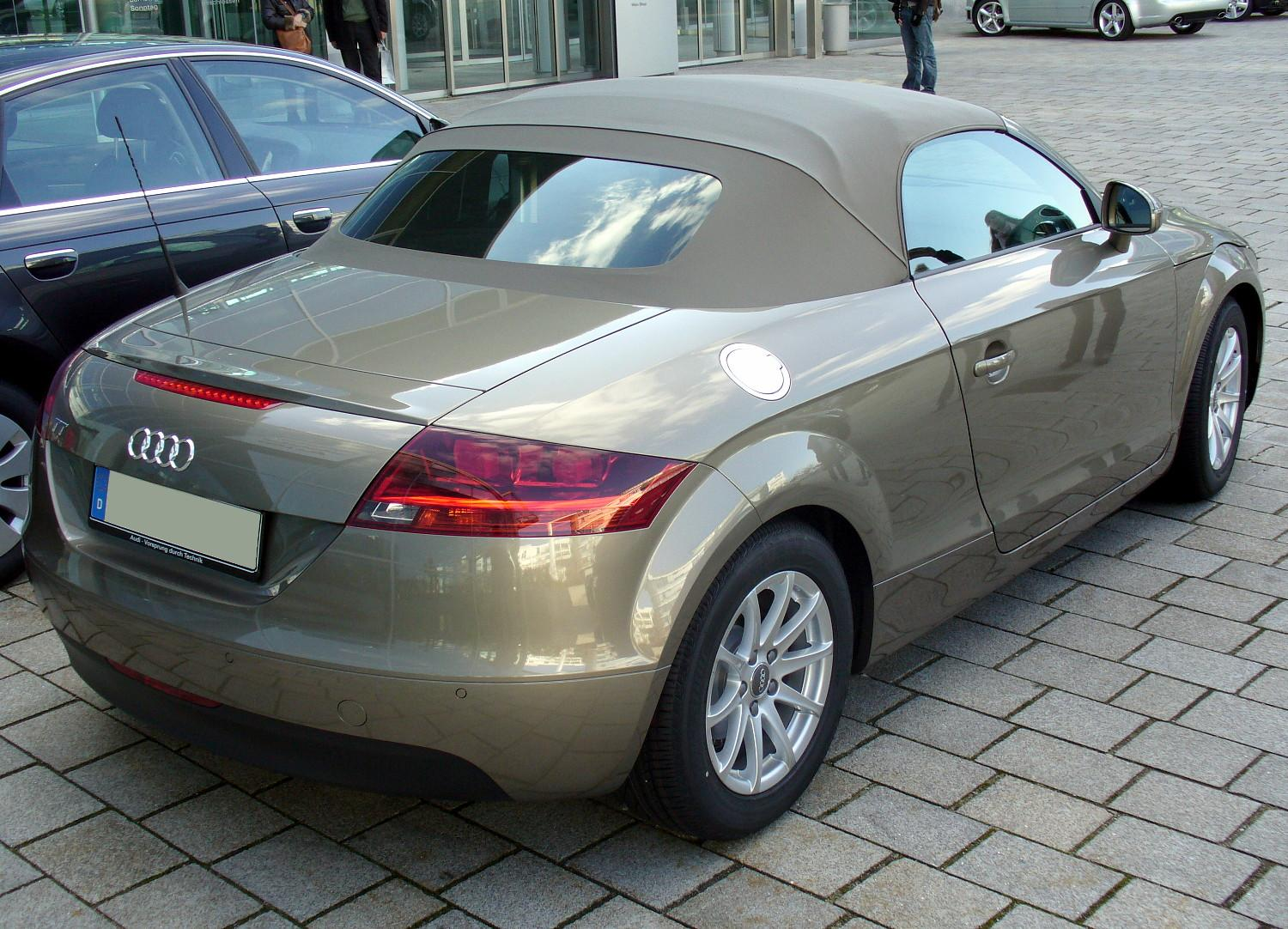
Audi TT Roadster 2007

Bij de huidige TT was er keuze uit twee motoren: de tweeliter viercilinder TFSI turbomotor met directe benzine inspuiting die 200 pk levert, waarmee de TT in 6,4 seconden naar 100 km/h accelereert en een topsnelheid haalt van 240 km/h. Met de 250 pk sterke 3,2-liter VR6-motor (V6) is de sprinttijd 5,7 seconden en haalt de TT een begrensde top van 250 km/h. Beide motoren worden gekoppeld aan een handgeschakelde zesbak, maar kunnen als optie worden gecombineerd met de S tronic transmissie met dubbele koppeling (Audi's nieuwe benaming voor de DSG-transmissie). De 2.0 TFSI heeft standaard voorwielaandrijving maar is vanaf 2008 ook leverbaar met quattro vierwielaandrijving, terwijl de TT 3.2 standaard quattro heeft in combinatie met de V6. Inmiddels breidt het motorenaanbod zich verder uit met vanaf de zomer 2008 als nieuw instapmodel een 1,8-liter TFSI-motor van 160 pk.
Ook zal er voor het eerst een dieselmotor verkrijgbaar worden. Dit wordt een nieuwe 2,0-liter TDI met common-rail die 170 pk en 350 Nm levert. Deze 170 pk versie van de 2.0 TDI zal in deze zomer debuteren in de TT. Ook zal de diesel verkrijgbaar zijn in combinatie met quattro-aandrijving. Overigens had Audi al eerder plannen met een dieselmotor voor de TT. In 2004 was er al een TT van de eerste generatie klaar voor productie met een 1,9-liter TDI van 150 pk aan boord, onder andere bekend uit de Volkswagen Golf en de Seat Toledo. Het was echter te kort dag om deze variant te introduceren omdat de TT al bijna aan het einde van zijn levensfase was.
In 2010 kreeg de TT een kleine update. Het front werd iets gewijzigd en de 2.0 TFSI en 3.2 V6 motoren kwamen te vervallen. Voor deze twee varianten werd de nieuwe generatie 2.0 TFSI-motor met Audi Valvelift leverbaar met een vermogen van 211 pk en een koppel van 350 Nm. Voortaan heeft deze nieuwe variant twee uitlaatpijpen links en rechts verdeeld zoals bij de oude V6-versie in plaats van een dubbele uitlaat aan één zijde.

### TT clubsport quattro
Op het jaarlijkse GTI-evenement in Wörthersee in Oostenrijk van mei 2007 toonde Audi de Audi TT clubsport quattro. Deze sportieve TT is op basis van de Roadster ontwikkeld en heeft de tweeliter TFSI-motor die getuned is tot 300 pk. De motor is afkomstig uit de Audi S3 en heeft een gewijzigd inlaatspruitstuk om zo tot 300 pk te komen. De motor is gekoppeld aan en zestraps S tronic versnellingsbak en de auto heeft quattro vierwielaandrijving. Ook het uiterlijk onderging ingrijpende wijzigingen waarbij de extreem lage vooruit en grote bumpers het meest in het oog springend is. Ook het interieur werd aangepast en voorzien van een Bang & Olufsen Sound System wat ook op andere modellen van Audi leverbaar is.
In mei 2008 toonde Audi op het GTI-evenement opnieuw de TT clubsport quattro welke meer overeenkomt met een productieversie. De techniek bleef gelijk maar de uiterlijke wijzigingen zijn iets ingetogener. Tevens werd er gemeld dat een beperkte serieproductie niet uitgesloten is.

### TTS

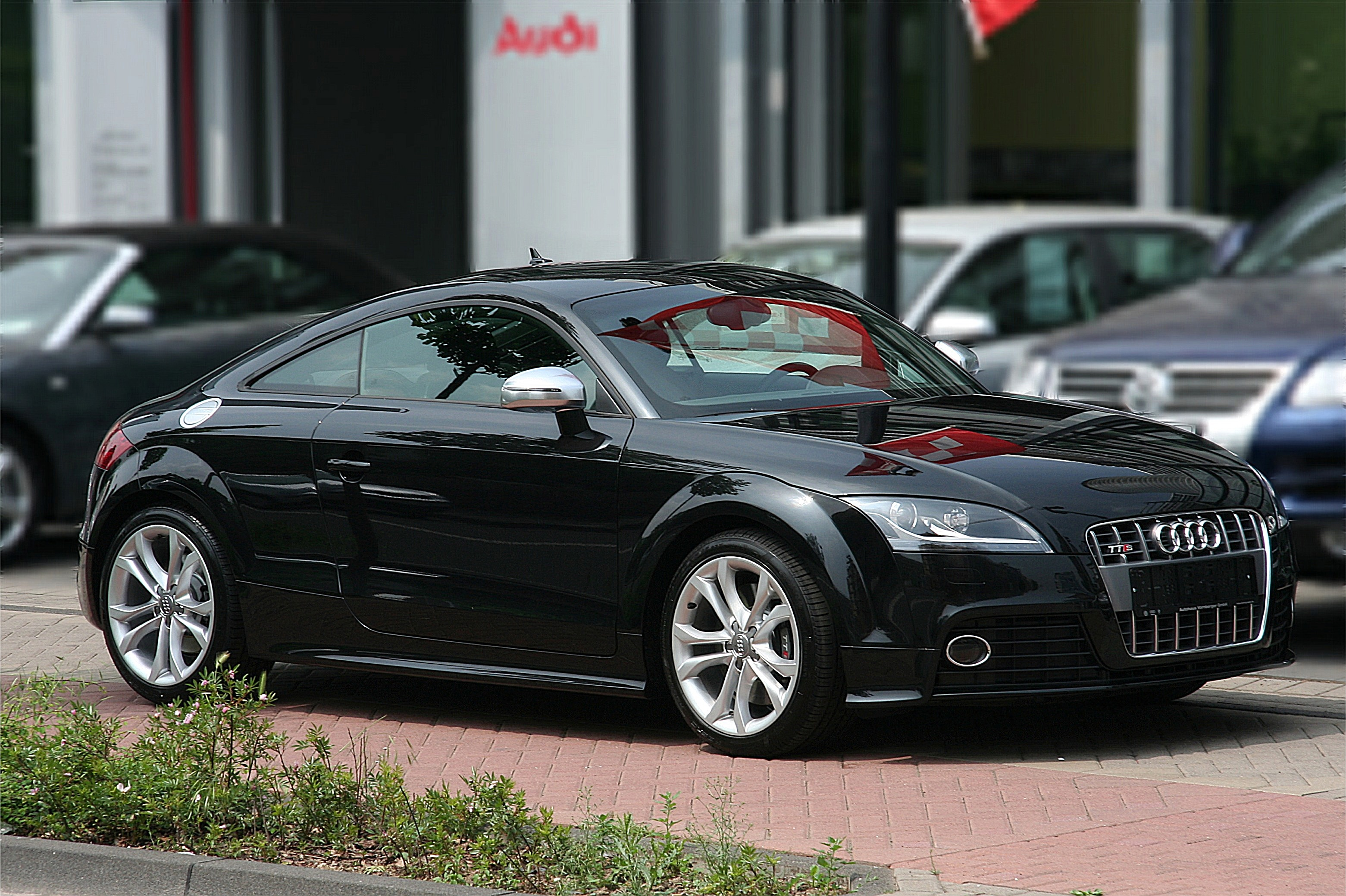
Audi TTS Coupé 2008

In januari 2008 werd op de North American International Auto Show de Audi TTS getoond die in juli 2008 op de markt kwam. De TTS heeft een doorontwikkelde 2.0 TFSI motor die 272 pk levert en is daarmee de sterkste versie van de motor, wat eerst de Audi S3 was met 265 pk. De TTS heeft standaard quattro vierwielaandrijving en is geheel in S-stijl, wat inhoudt dat de auto vier uitlaten heeft, chromen spijlen in de grille en verschillende S-logo's bevat.

### TT RS
Naast de S-versie van de TT komt er ook een RS-versie van de TT, de TT RS die een 2,5-liter vijfcilinder turbomotor van 340 pk en 450 Nm heeft. De presentatie van de sportiefste TT was op de Autosalon van Genève in maart 2009. De verkoop start het derde kwartaal van 2009. De TT RS komt zowel als Coupé als Roadster op de markt en wordt geproduceerd door Audi's sportafdeling quattro GmbH.

### Gegevens
Gegevens van de basismodellen:
Benzine
| Coupé                 | Coupé     | Coupé    | Coupé  | Coupé          | Coupé          | Coupé       | Coupé          | Coupé       |
| Type                  | Motor     | Vermogen | Koppel | Aandrijving    | Gewicht        | 0–100 km/u  | Topsnelheid    | Jaartal     |
| --------------------- | --------- | -------- | ------ | -------------- | -------------- | ----------- | -------------- | ----------- |
| 1.8 TFSI              | 4-in-lijn | 160 pk   | 250 Nm | voor           | 1260 kg        | 7,2 s       | 226 km/u       | 2008 - 2014 |
| 2.0 TFSI              | 4-in-lijn | 200 pk   | 280 Nm | voor / quattro | 1260 / 1360 kg | 6,6 / 6,2 s | 240 / 238 km/u | 2006 - 2010 |
| 2.0 TFSI              | 4-in-lijn | 211 pk   | 350 Nm | voor / quattro | 1260 / 1360 kg | 6,1 / 5,6 s | 250 km/u       | 2010 - 2014 |
| 3.2                   | VR6       | 250 pk   | 320 Nm | quattro        | 1410 kg        | 5,9 s       | 250 km/u       | 2006 - 2010 |
| 2.0 TFSI (TTS)        | 4-in-lijn | 272 pk   | 350 Nm | quattro        | 1395 kg        | 5,4 s       | 250 km/u       | 2008 - 2014 |
| 2.5 TFSI (TT RS)      | 5-in-lijn | 340 pk   | 450 Nm | quattro        | 1450 kg        | 4,6 s       | 250 km/u       | 2009 - 2014 |
| 2.5 TFSI (TT RS PLUS) | 5-in-lijn | 360 pk   | 465 Nm | quattro        | 1450 kg        | 4,1 s       | 280 km/u       | 2012 - 2014 |

| Roadster              | Roadster  | Roadster | Roadster | Roadster       | Roadster       | Roadster    | Roadster       | Roadster    |
| Type                  | Motor     | Vermogen | Koppel   | Aandrijving    | Gewicht        | 0–100 km/u  | Topsnelheid    | Jaartal     |
| --------------------- | --------- | -------- | -------- | -------------- | -------------- | ----------- | -------------- | ----------- |
| 1.8 TFSI              | 4-in-lijn | 160 pk   | 250 Nm   | voor           | 1295 kg        | 7,4 s       | 223 km/u       | 2008 - 2014 |
| 2.0 TFSI              | 4-in-lijn | 200 pk   | 280 Nm   | voor / quattro | 1295 / 1405 kg | 6,7 / 6,4 s | 237 / 235 km/u | 2007 - 2010 |
| 2.0 TFSI              | 4-in-lijn | 211 pk   | 350 Nm   | voor / quattro | 1295 / 1405 kg | 6,2 / 5,8 s | 242 / 240 km/u | 2010 - 2014 |
| 3.2                   | VR6       | 250 pk   | 320 Nm   | quattro        | 1470 kg        | 6,1 s       | 250 km/u       | 2007 - 2010 |
| 2.0 TFSI (TTS)        | 4-in-lijn | 272 pk   | 350 Nm   | quattro        | 1455 kg        | 5,6 s       | 250 km/u       | 2008 - 2014 |
| 2.5 TFSI (TT RS)      | 5-in-lijn | 340 pk   | 450 Nm   | quattro        | 1510 kg        | 4,7 s       | 250 km/u       | 2009 - 2014 |
| 2.5 TFSI (TT RS PLUS) | 5-in-lijn | 360 pk   | 465 Nm   | quattro        | 1450 kg        | 4,4 s       | 280 km/u       | 2012 - 2014 |

Diesel
| Coupé   | Coupé     | Coupé    | Coupé  | Coupé       | Coupé   | Coupé      | Coupé       | Coupé       |
| Type    | Motor     | Vermogen | Koppel | Aandrijving | Gewicht | 0–100 km/u | Topsnelheid | Jaartal     |
| ------- | --------- | -------- | ------ | ----------- | ------- | ---------- | ----------- | ----------- |
| 2.0 TDI | 4-in-lijn | 170 pk   | 350 Nm | quattro     | 1370 kg | 7,5 s      | 226 km/u    | 2008 - 2014 |

| Roadster | Roadster  | Roadster | Roadster | Roadster    | Roadster | Roadster   | Roadster    | Roadster    |
| Type     | Motor     | Vermogen | Koppel   | Aandrijving | Gewicht  | 0–100 km/u | Topsnelheid | Jaartal     |
| -------- | --------- | -------- | -------- | ----------- | -------- | ---------- | ----------- | ----------- |
| 2.0 TDI  | 4-in-lijn | 170 pk   | 350 Nm   | quattro     | 1415 kg  | 7,7 s      | 223 km/u    | 2008 - 2014 |

## Derde generatie (8S)

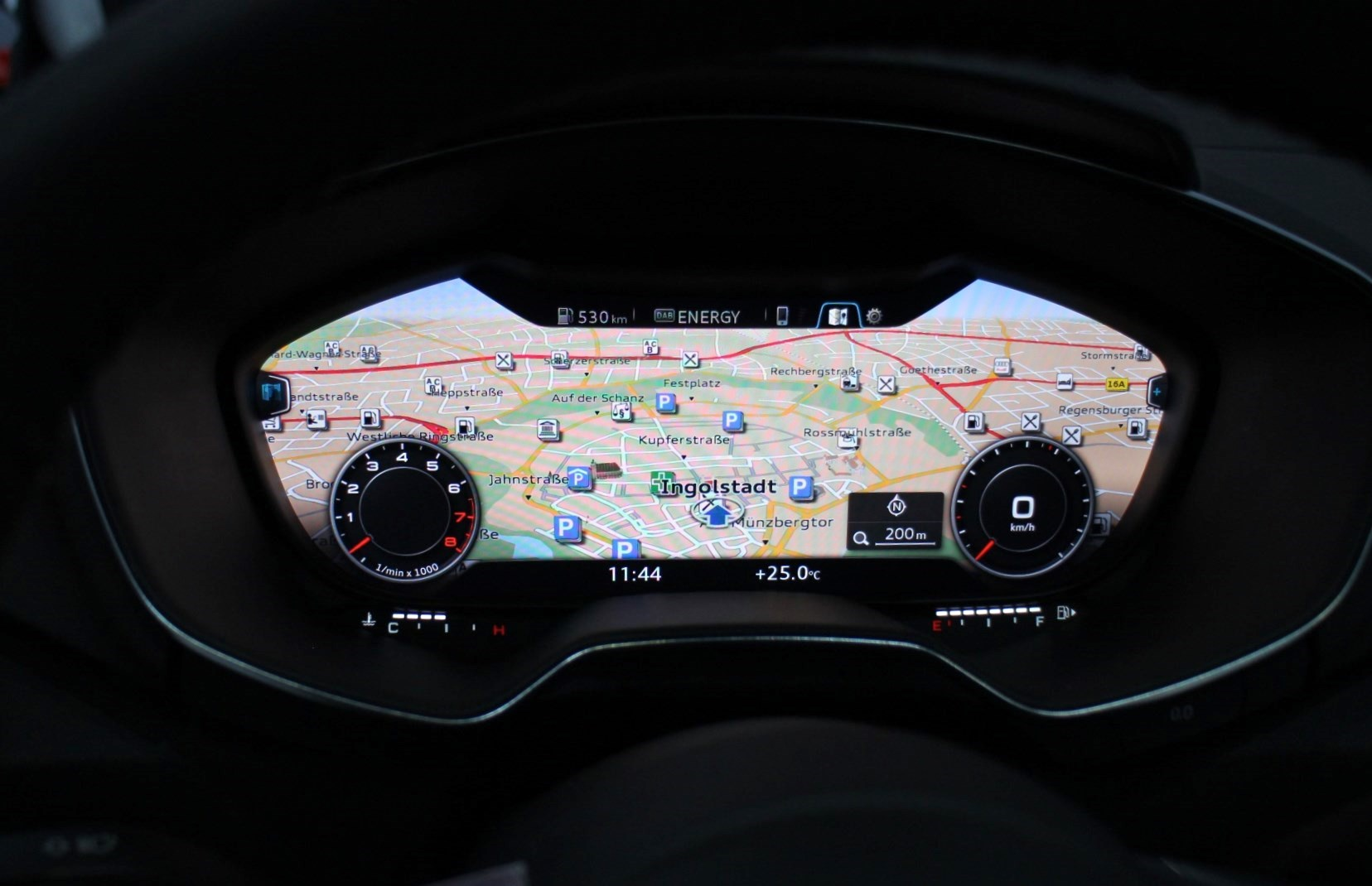
Audi virtual cockpit

De derde generatie Audi TT werd voorgesteld op de Autosalon van Genève 2014. Het design is gebaseerd op conceptauto Audi Allroad Shooting Brake, welke eerder dat jaar getoond werd op de NAIAS 2014.
De derde generatie TT is gebouwd op het Volkswagen MQB-platform, wat staat voor Modularer Querbaukasten waar ook de Audi A3 gebruik van maakt. Voor de TT is het aangepast, met meer aluminium. Dit heeft een groot aandeel in de gewichtsbesparing, dat zo'n 50 kg bedraagt. In eerste instantie kwam hij beschikbaar met 2.0 TFSI en TDI motoren, met respectievelijk 230 en 184 pk. Later kwam ook de 1.8 TFSI met 180 pk. Laatstgenoemde is alleen met voorwielaandrijving beschikbaar, de sterkere blokken ook met quattro vierwielaandrijving. S tronic automaten zijn beschikbaar voor de voorwielaangedreven benzinemotoren en standaard op de quattro 2.0 TFSI.
Een primeur is de Audi Virtual Cockpit, een 12,3 inch groot scherm die de traditionele tellers vervangt. Ook de navigatie en allerlei informatie over de auto is hier te zien. Het dashboard is minimalistisch, met weinig knoppen, en op de bestuurder gericht. De TT staat standaard op 17 inch lichtmetaal, en is optioneel te vergroten tot 20 inch. De TT is ook als Competition pakket te bestellen, wat vooral te herkennen is aan de spoiler, zwarte accenten en speciale 19 inch wielen.

### TTS
Tegelijk met de TT werd ook de TTS gepresenteerd als sportievere TT. Hij beschikt over een opgevoerde versie van de 2.0 TFSI met 310 pk en 380 Nm en is te herkennen aan vier uitlaten en andere bumpers en grille. Dankzij quattro vierwielaandrijving sprint hij in 4,9 of 4,6 seconden naar de honderd, afhankelijk van de transmissie.

### TT RS
In april 2016 werd in Peking het doek van de TT RS. De snelste TT heeft opnieuw een 2,5 liter grote vijfcilinder als kloppend hart, ditmaal goed voor 400 pk en 480 Nm. De Coupe gaat in 3,7 seconden naar 100 km/u, de Roadster in 3,9. De topsnelheid is op 250 km/u begrensd, maar kan worden opgehoogd naar 280 km/u.

### Gegevens
Gegevens van de basismodellen:
Benzine
| Coupé           | Coupé     | Coupé    | Coupé  | Coupé          | Coupé          | Coupé       | Coupé          | Coupé       |
| Type            | Motor     | Vermogen | Koppel | Aandrijving    | Gewicht        | 0–100 km/u  | Topsnelheid    | Jaartal     |
| --------------- | --------- | -------- | ------ | -------------- | -------------- | ----------- | -------------- | ----------- |
| 1.8 TFSI        | 4-in-lijn | 180 pk   | 250 Nm | voor           | 1185 kg        | 6,9 s       | 241 km/u       | 2015 - 2019 |
| 2.0 TFSI        | 4-in-lijn | 230 pk   | 370 Nm | voor / quattro | 1205 / 1310 kg | 6,0 / 5,3 s | 250 / 250 km/u | 2014 - 2019 |
| 2.0 TFSI (TTS)  | 4-in-lijn | 310 pk   | 380 Nm | quattro        | 1340 kg        | 4,9 s       | 250 km/u       | 2014 - 2019 |
| 2.5 TFSI (TTRS) | 5-in-lijn | 400 pk   | 480 Nm | quattro        | 1515 kg        | 3,7 s       | 250 km/u       | 2017 - 2019 |

| Roadster        | Roadster  | Roadster | Roadster | Roadster       | Roadster       | Roadster    | Roadster       | Roadster    |
| Type            | Motor     | Vermogen | Koppel   | Aandrijving    | Gewicht        | 0–100 km/u  | Topsnelheid    | Jaartal     |
| --------------- | --------- | -------- | -------- | -------------- | -------------- | ----------- | -------------- | ----------- |
| 1.8 TFSI        | 4-in-lijn | 180 pk   | 250 Nm   | voor           | 1275 kg        | 7,2 s       | 241 km/u       | 2015 - 2019 |
| 2.0 TFSI        | 4-in-lijn | 230 pk   | 370 Nm   | voor / quattro | 1295 / 1400 kg | 6,2 / 5,3 s | 250 / 250 km/u | 2015 - 2019 |
| 2.0 TFSI (TTS)  | 4-in-lijn | 310 pk   | 380 Nm   | quattro        | 1425 kg        | 5,2 s       | 250 km/u       | 2015 - 2019 |
| 2.5 TFSI (TTRS) | 5-in-lijn | 400 pk   | 480 Nm   | quattro        | 1605 kg        | 3,9 s       | 250 km/u       | 2017 - 2019 |

Diesel
| Coupé   | Coupé     | Coupé    | Coupé  | Coupé          | Coupé          | Coupé       | Coupé          | Coupé       |
| Type    | Motor     | Vermogen | Koppel | Aandrijving    | Gewicht        | 0–100 km/u  | Topsnelheid    | Jaartal     |
| ------- | --------- | -------- | ------ | -------------- | -------------- | ----------- | -------------- | ----------- |
| 2.0 TDI | 4-in-lijn | 184 pk   | 380 Nm | voor / quattro | 1240 / 1345 kg | 7,1 / 6,7 s | 241 / 234 km/u | 2014 - 2019 |

| Roadster | Roadster  | Roadster | Roadster | Roadster       | Roadster       | Roadster    | Roadster       | Roadster    |
| Type     | Motor     | Vermogen | Koppel   | Aandrijving    | Gewicht        | 0–100 km/u  | Topsnelheid    | Jaartal     |
| -------- | --------- | -------- | -------- | -------------- | -------------- | ----------- | -------------- | ----------- |
| 2.0 TDI  | 4-in-lijn | 184 pk   | 380 Nm   | voor / quattro | 1335 / 1440 kg | 7,3 / 7,0 s | 237 / 230 km/u | 2015 - 2019 |

### Facelift

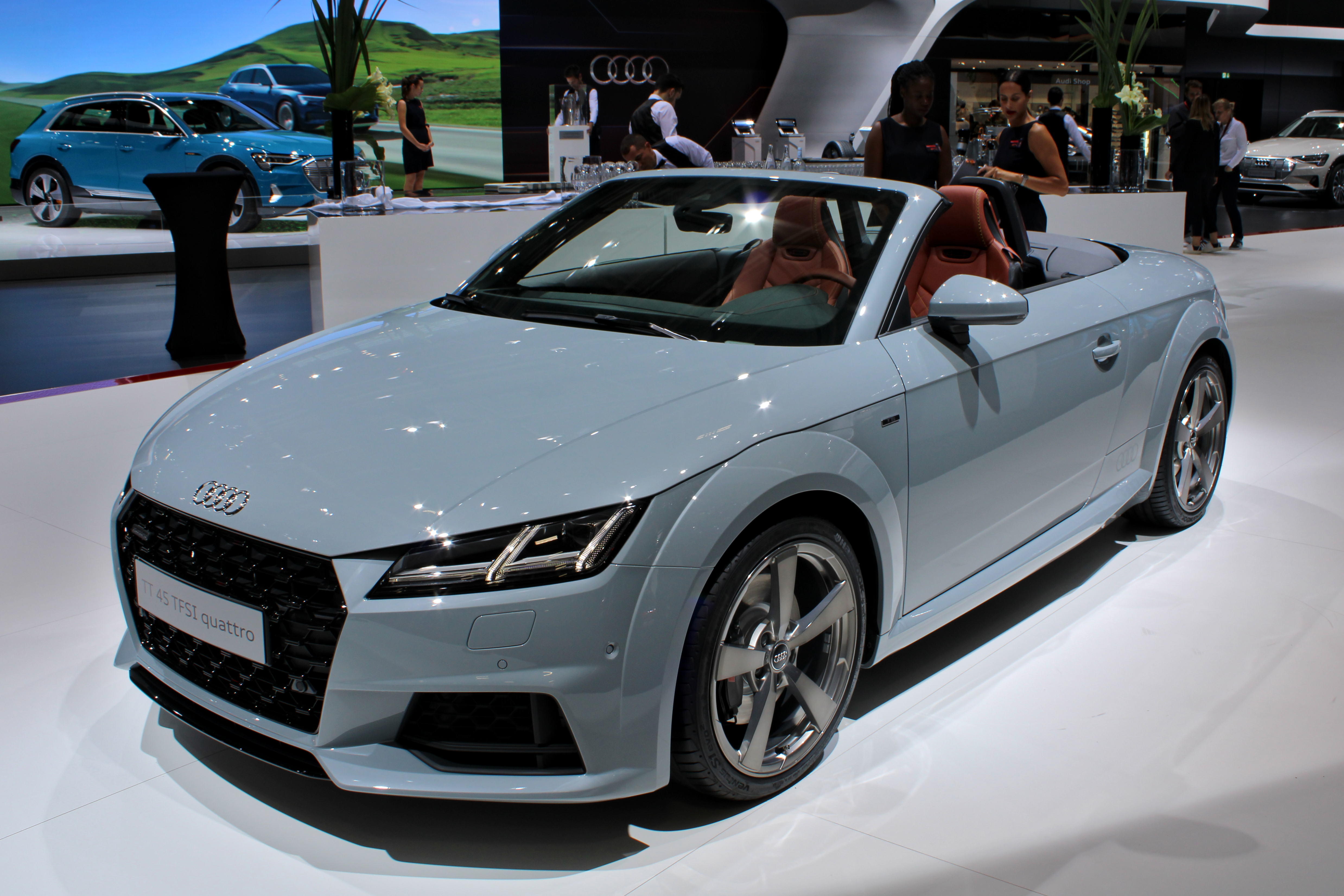
Audi TT Roadster (Facelift)

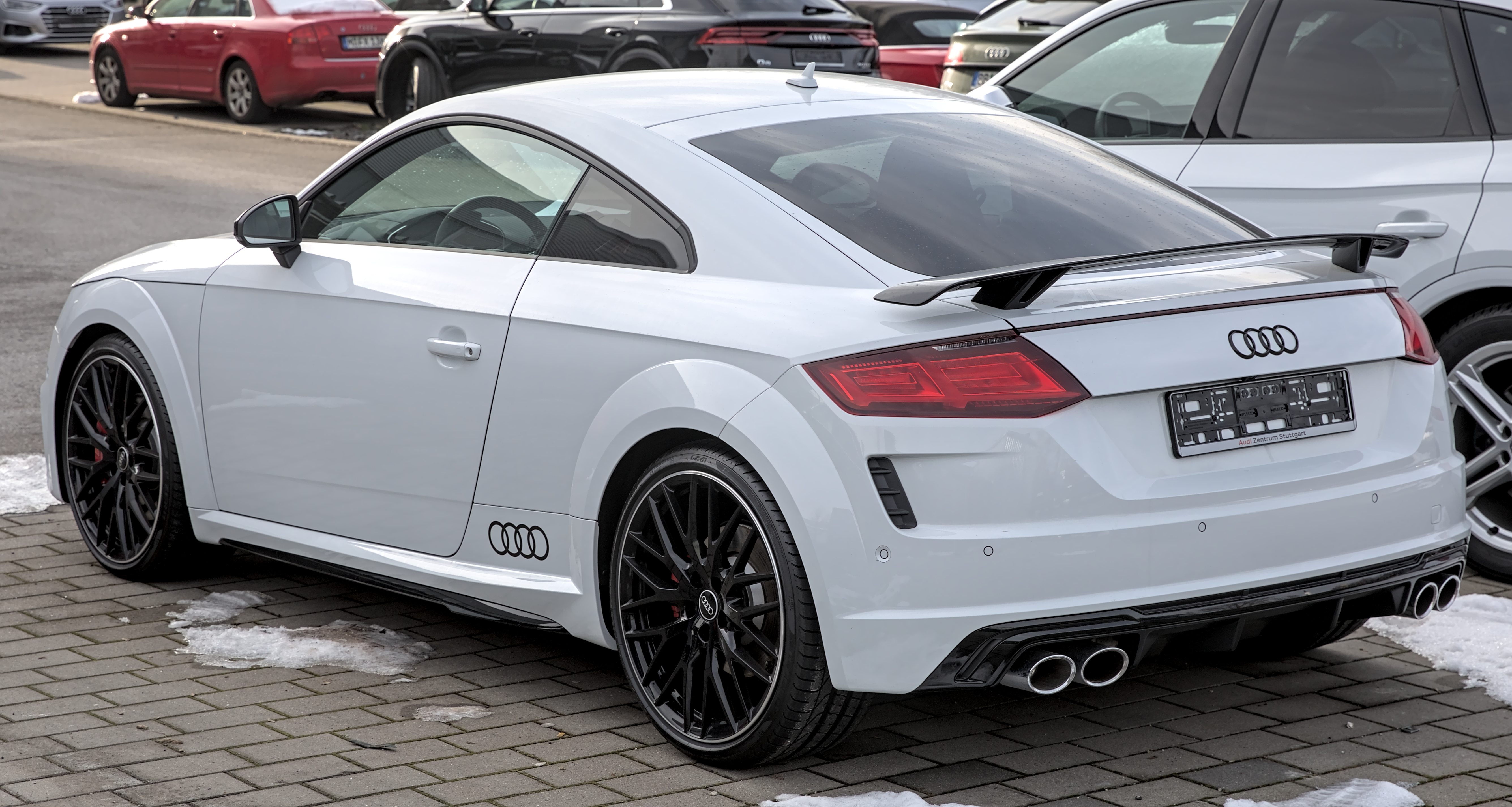
Audi TTS Coupé (Facelift)

Begin 2019 kreeg de TT een facelift. Hierbij werden enkele uiterlijke aanpassingen gedaan, in de vorm van een andere grille, aanpassingen in het bumperwerk en visuele luchtdoorlaten aan de achterkant bij een S Line exterieur. Ook technisch veranderde er het een en ander. De 1.8 TFSI verdween, en werd vervangen door de 2.0 TFSI met een vermogen van 197 pk. De 2.0 TFSI met 230 pk uit de vorige TT werd nu 245 pk sterk. Daarnaast verdween de 2.0 TDI, waarmee de TT voortaan alleen nog maar met benzinemotoren beschikbaar is. De motoren worden voortaan door middel van een getal benoemd, namelijk de 40 en 45 TFSI. De TTS levert voortaan 4 pk minder.

### Gegevens
Gegevens van de basismodellen:
Benzine
| Coupé      | Coupé    | Coupé     | Coupé    | Coupé  | Coupé          | Coupé          | Coupé       | Coupé          | Coupé        |
| Aanduiding | Type     | Motor     | Vermogen | Koppel | Aandrijving    | Gewicht        | 0–100 km/u  | Topsnelheid    | Jaartal      |
| ---------- | -------- | --------- | -------- | ------ | -------------- | -------------- | ----------- | -------------- | ------------ |
| 40 TFSI    | 2.0 TFSI | 4-in-lijn | 197 pk   | 320 Nm | voor           | 1245 kg        | 6,6 s       | 250 km/u       | 2019 - heden |
| 45 TFSI    | 2.0 TFSI | 4-in-lijn | 245 pk   | 370 Nm | voor / quattro | 1225 / 1310 kg | 5,9 / 5,2 s | 250 / 250 km/u | 2019 - heden |
| TTS        | 2.0 TFSI | 4-in-lijn | 306 pk   | 400 Nm | quattro        | 1380 kg        | 4,5 s       | 250 km/u       | 2019 - heden |
| TT RS      | 2.5 TFSI | 5-in-lijn | 400 pk   | 480 Nm | quattro        | 1450 kg        | 3,7 s       | 250 km/u       | 2019 - heden |

| Roadster   | Roadster | Roadster  | Roadster | Roadster | Roadster       | Roadster       | Roadster    | Roadster       | Roadster     |
| Aanduiding | Type     | Motor     | Vermogen | Koppel   | Aandrijving    | Gewicht        | 0–100 km/u  | Topsnelheid    | Jaartal      |
| ---------- | -------- | --------- | -------- | -------- | -------------- | -------------- | ----------- | -------------- | ------------ |
| 40 TFSI    | 2.0 TFSI | 4-in-lijn | 197 pk   | 320 Nm   | voor           | 1335 kg        | 6,9 s       | 247 km/u       | 2019 - heden |
| 45 TFSI    | 2.0 TFSI | 4-in-lijn | 245 pk   | 370 Nm   | voor / quattro | 1315 / 1445 kg | 6,1 / 5,5 s | 250 / 250 km/u | 2019 - heden |
| TTS        | 2.0 TFSI | 4-in-lijn | 306 pk   | 400 Nm   | quattro        | 1470 kg        | 4,8 s       | 250 km/u       | 2019 - heden |
| TT RS      | 2.5 TFSI | 5-in-lijn | 400 pk   | 480 Nm   | quattro        | 1540 kg        | 3,9 s       | 250 km/u       | 2019 - heden |